# KWV Frisia
De Koninklijke Watersport Vereniging Frisia is een Nederlandse zeilvereniging opgericht op 28 september 1860 te Grouw. 

## Geschiedenis
Oorspronkelijk werd de vereniging opgericht onder de naam "zeilvereeniging Frisia", met aanvankelijk 61 leden. Het doel was een jaarlijkse "zeilpartij" te organiseren. Omdat men één wedstrijd per jaar niet voldoende vond werd in 1900 een tweede zeilvereniging "Lyts Frisia" opgericht. Frisia organiseerde wedstrijden in september en "Lyts Frisia" organiseerde haar eerste wedstrijd op Hemelvaartsdag 1901.
Op 16 juli 1960 verkreeg de zeilvereniging het predicaat Koninklijk, ter gelegenheid van de viering van het 100-jarig bestaan. Op 15 december 1972 ging de vereniging "Lyts Frisia¨ op in KZV Frisia, waarbij de naam werd gewijzigd in Koninklijke Watersport Vereniging Frisia. Hiermee dekte de naam beter de lading, omdat de vereniging inmiddels tal van activiteiten ontplooide, naast het wedstrijdzeilen.
In 2010 vierde de vereniging het 150-jarig bestaan. In 2013 kreeg de vereniging het gebruik van het nieuwe "Marit Bouwmeester Zeilcentrum Grou" waarmee een langgekoesterde wens tot het hebben van een uitvalsbasis voor clubactiviteiten en wedstrijdcentrum in vervulling kwam. Daarmee werd het ook mogelijk de zeilsport toegankelijk te maken voor mensen met een beperking. De vereniging telt anno 2018 zo'n 380 leden, waaronder een aantal bekende zeilers. Marit Bouwmeester is daarvan wel de meest bekende.